# بورصة لوكسمبورغ
يقع مقر سوق لوكسمبورغ للأوراق المالية ( LuxSE ) في مدينة لوكسمبورغ في 35A شارع جوزيف الثاني.
رئيس مجلس الإدارة هو فرانك واجنر ورئيس اللجنة التنفيذية والمدير التنفيذي روبرت شارف .
يوجد في البورصة جلسات ما قبل الافتتاح من الساعة 07:15 صباحًا إلى الساعة 09:00 صباحًا، بالإضافة إلى جلسات التداول العادية من الساعة 9:00 صباحًا إلى الساعة 05:35 مساءً من الاثنين إلى الجمعة، باستثناء أيام العطل التي أعلنتها البورصة مسبقًا.

## الملاحظات
1. 1 2  رمز معرف السوق، QID:Q6770697
2. ↑   https://www.lobbyfacts.eu/datacard/bourse-de-luxembourg?rid=272733624418-18. {{استشهاد ويب}}: |url= بحاجة لعنوان (مساعدة) والوسيط |title= غير موجود أو فارغ (من ويكي بيانات) (مساعدة)
3. ↑  رمز معرف السوق، QID:Q6770697
4. ↑  GLEIF Registration Authorities List، Global Legal Entity Identifier Foundation، QID:Q106448148
5. ↑  "Opening hours and closing days". www.bourse.lu. مؤرشف من الأصل في 2017-12-23. اطلع عليه بتاريخ 2018-04-26.

## روابط خارجية
- موقع بورصة لوكسمبورغ
- Fundsquare - فرع من بورصة لوكسمبورغ
- e-file.lu - منصة نقل آمنة لبورصة لوكسمبورغ وFinesti
- (بالفرنسية) نص منسق لقوانين بورصة لوكسمبورغ